# 亚历山大·普凡德尔
亚历山大·普凡德尔（德語：Alexander Pfänder，1870年2月7日—1941年3月18日），出生于伊瑟隆， 在慕尼黑去世。德国哲学家，慕尼黑现象学派成员。

## 生平
普凡德尔出生于伊瑟隆，并在慕尼黑度过了他的整个学术生涯。在慕尼黑，普凡德尔是西奥多·利普斯的学生，也是慕尼黑现象学小组的创始成员之一。作为一名教授，普凡德尔大力推广了一种与胡塞尔“先验”向度有所不同的现象学并卓有成效。普凡德尔早期对意愿（1900）的现象学分析实际上早于胡塞尔《逻辑研究II》（1901）中的突破性成就。尽管他具备作家和老师的天赋，但普凡德尔并没有像海德格尔的《存在与时间》（1927）一样显著的成就，因此被海德格尔和胡塞尔的后续发展所掩盖。可惜的是，普凡德尔对各种现象——例如意愿和态度（Gesinnungen）的详细分析也都被忽视了。此外，他对“知性心理学”概念的发展也值得关注，但这由于《人的灵魂》（1933）这一书过时的主题也未被人注意。

## 著作
- Phänomenologie des Wollens: Eine psychologische Analyse (1900)
- Logik (1921) English translation: Logic Frankfurt, Ontos Verlag, 2009.
- Die Seele des Menschen (1933).